# Sandro Mazzatorta
Sandro Mazzatorta (Verbania, 13 marzo 1965) è un politico italiano.

## Biografia
Avvocato, è stato sindaco di Chiari da giugno 2004 a maggio 2014. Durante il mandato fece sgomberare un campo nomadi e chiudere lo sportello immigrati, e diede impulso alla viabilità urbana. 
Nel 2008 è stato eletto senatore al Senato della Repubblica per la Lega Nord nella circoscrizione Lombardia.  ricoprendo il ruolo di vice capogruppo al Senato. Ad aprile 2012 ha assunto gli incarichi di segretario amministrativo del gruppo parlamentare e di vicecapogruppo tesoriere.